# Ха Хён Джу
Ха Хён Джу (кор. 하형주?, 河亨柱?, род. 3 июня 1962, Чинджу, Кёнсан-Намдо) — южнокорейский дзюдоист, чемпион Азии, Олимпийских и Азиатских игр, призёр чемпионатов мира.

## Биография
Родился в 1962 году. В 1981 году стал чемпионом Азии и завоевал бронзовую медаль чемпионата мира. В 1984 году стал чемпионом Олимпийских игр в Лос-Анджелесе. В 1985 году завоевал серебряную медаль чемпионата мира. В 1986 году стал чемпионом Азиатских игр. В 1987 году завоевал бронзовую медаль чемпионата мира. В 1988 году принял участие в Олимпийских играх в Сеуле, но там стал лишь 18-м.